# Pierre Mollaret
Pierre Mollaret (* 10. Juli 1898 in Auxerre; † 3. Dezember 1987 in Paris) war ein französischer Neurologe, der sich besonders auf dem Gebiet der infektiösen Erkrankungen des Nervensystems verdient machte. 1944 beschrieb er eine wiederkehrende (rezidivierende) gutartige virale Meningitis, die als Mollaret-Meningitis seinen Namen trägt. Ferner ist das Guillain-Mollaret-Dreieck, ein funktioneller neuronaler Kreis zwischen Nucleus olivaris, Nucleus ruber und Nucleus dentatus im Kleinhirn, nach ihm und Georges Charles Guillain benannt.

## Leben
Pierre Mollaret nahm 1916 ein Studium der Medizin auf, das durch den Ersten Weltkrieg unterbrochen wurde. 1917 bis 1918 diente er im Sanitätswesen und bekam das Croix de guerre zuerkannt. 1919 nahm er als Freiwilliger in einer polnischen leichten Infanterieeinheit am Polnisch-Sowjetischen Krieg teil. 1920 kehrte er zu seinen Studien zurück. Mit Georges Charles Guillain, der einer seiner Lehrer war, arbeitete Mollaret jahrelang zusammen. 1926 schloss er das Studium ab und reichte 1929 seine Dissertation ein. Im Anschluss war er zwei Jahre Chefarzt an der Salpêtrière. Ab 1933 arbeitete Pierre Mollaret als Assistent von Auguste Pettit beziehungsweise später von René Dujarric de la Rivière am Institut Pasteur, seit 1935 stand er dem Labor bis 1941, dann bis 1946 dem gesamten Institut als Leiter vor. 1936 wurde Mollaret auch zum Professor berufen. Mit Beginn des Zweiten Weltkriegs wurde er mobilisiert und hatte das Kommando über ein Armeelabor. Er wurde nach Nordafrika entsandt und arbeitete ab 1940 im Militärkrankenhaus von Casablanca in der Malariaabteilung. 1943 und 1944 nahm er an der medizinischen und Bildungskommission des Comité de l'Empire Français teil. Später war er Mitglied des epidemiologischen Komitees des nationalen Hygieneinstituts. Er beriet als Experte das Gesundheitsministerium und war gewähltes Mitglied der Kommission für Schlafkrankheit im Kolonialministerium. 1947 folgte er André-Alfred Lemierre auf den Lehrstuhl für Infektiologie am Claude Bernard Hospital in Paris. Als in den frühen 50er Jahren epidemische Ausbrüche der Kinderlähmung in Skandinavien auftraten, bereitete Mollaret mit anderen Experten Zentren vor, die für die massenhafte Versorgung Erkrankter mit Atemlähmung vorbereitet wurden. Durch diese Maßnahmen konnte die Sterblichkeit während der Epidemie in Grenzen gehalten werden.

## Bibliographie (Auswahl)
- Méningite endothélio-leucocytaire multirécurrente bénigne. Syndrome nouveau ou maladie nouvelle? (Documents cliniques). Revue neurologique, Paris, 1944, 76: 57-76.
- mit G. Guillain und Ivan Georges Bertrand: Sur la lesion responsable du syndrome myoclonique de tronc cerebral. Revue neurologique, Paris, 1933: 666-674.
- mit J. Reilly, R. Bastin und P. Toursier: La lymphoréticulose bénigne d'inoculation. La presse médicale, Paris, 1950, 58: 1353-1355.